# سید جواد سعیدی فیروزآبادی
سید جواد سعیدی فیروزآبادی (۱۲۹۴ میبد - ۱۳۸۰ تهران) از رجال و صاحب منصبان عصر پهلوی دوم بود. پدرش آیت‌الله سید سعید سعیدی فیروزآبادی از علمای یزد و از شاگردان آقا نجفی قوچانی و آیت‌الله مدرس بود. سعیدی فیروزآبادی در سال ۱۳۰۹ جهت تحصیل علوم دینی به مدرسه صدر در اصفهان رفت. وی در سال ۱۳۱۳ جهت ادامه تحصیلات دینی به تهران آمد و در مدرسه سپهسالار و سپس در دانشگاه نهران مشغول به تحصیل شد. وی در مدت تحصیل در دانشگاه تا ۱۳۲۰ موفق به دریافت لیسانس الهیات، ادبیات حقوق و علوم سیاسی شد. با اوج قدرت رضا شاه و فشار وی به روحانیون به درخواست دکتر علی اکبر سیاسی رئیس وقت دانشگاه لباس روحانیت را کنار گذاشت. سعیدی فیروزآبادی پس از اتمام دوره خدمت نظام به استخدام وزارت دارایی درآمد. او در دهه ۱۳۲۰ فعالیت‌های مطبوعاتی متعددی از جمله انتشار روزنامه دادار و انسان آزاد را در کارنامه خود دارد که در چند نوبت منجر به توقیف روزنامه و حتی بازداشت وی شد.

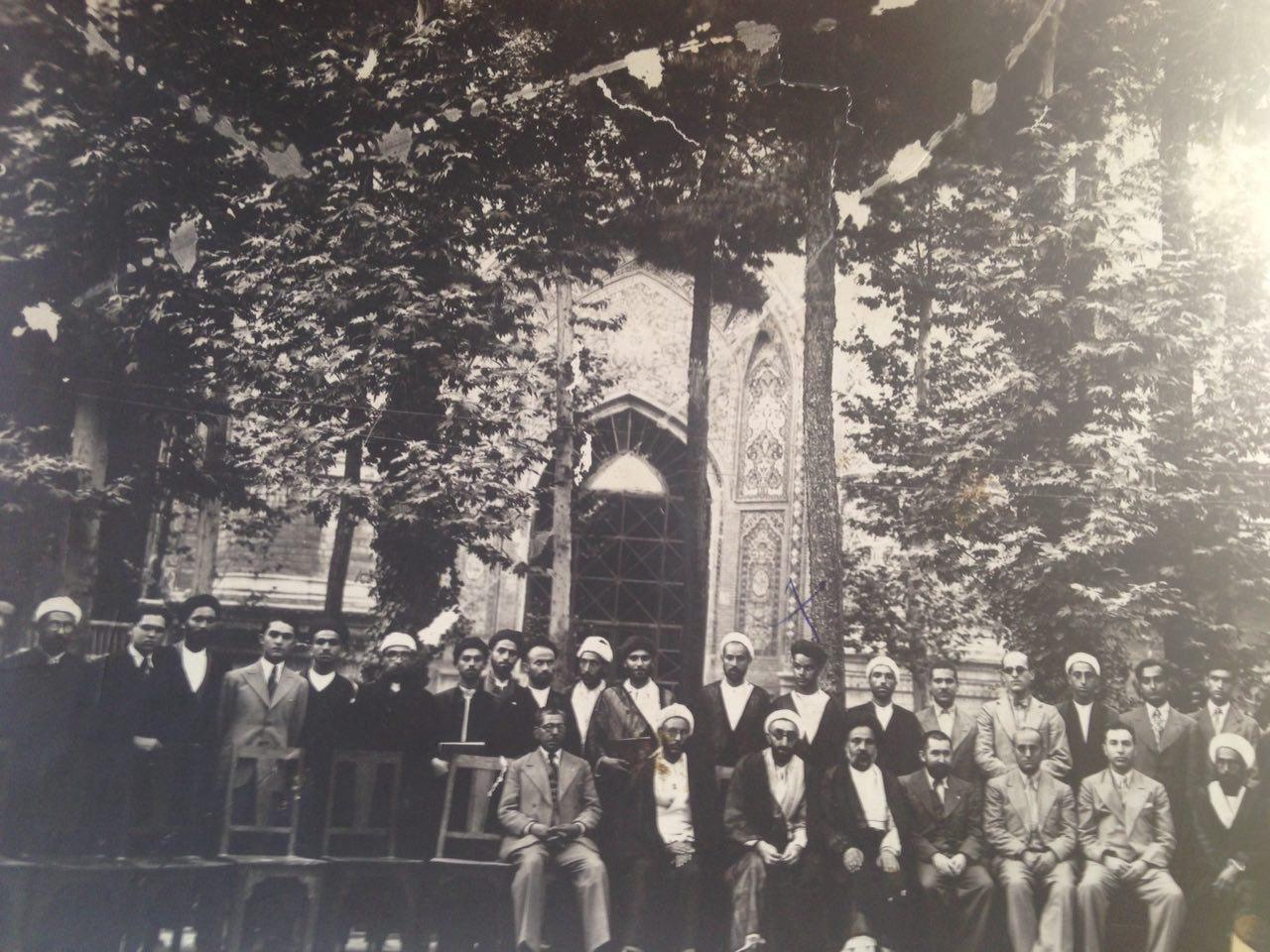
سعیدی فیروزآبادی در جمع دانش آموختگان دانشکده الهیات

## مسئولیت‌ها
وی تا زمان بازنشستگی در سال ۱۳۶۰ در سمت‌های مختلف دولتی مشعول به خدمت بود، از جمله:

۱. ریاست بازرسی سازمان دخانیات ۱۳۲۸–۱۳۲۹

۲. ریاست سیلوی تهران ۱۳۲۹–۱۳۳۰

۳. ریاست اداره مالی و حسابداری ژاندارمری کشور ۱۳۳۴–۱۳۳۶

۴. ریاست سازمان تطبیق اسناد ۱۳۳۷

۵. معاون مالی شهرداری تهران ۱۳۳۸–۱۳۳۹

۶. مدیر کل اداری وزارت گمرکات و انحصارات ۱۳۳۹–۱۳۴۰

۷. معاون مالی وزیر دارایی ۱۳۴۱

۸. مدیر عامل سازمان چای کشور ۱۳۴۱–۱۳۴۲

۹. مدیر کل سازمان خانه سازی کشور ۱۳۴۲

۱۰. استانداری کرمان ۱۳۴۳– ۱۳۴۶

۱۱. ریاست هییت نظارت بانک ملی ایران ۱۳۴۹–۱۳۶۰
سعیدی فیروزآبادی در دوران خدمت خود به سخت‌کوشی، درستکاری و صداقت شهرت یافت. وی دو بار در مدت خدمت خود به علت رویارویی با برخی مدیران فاسد نظام پهلوی منتظر خدمت شد: یکی در دوران خدمت او در سیلوی تهران و دیگری در دوران ریاست اداره مالی ژاندارمری کشور. بار اول که مقارن بود با کمبود نان در تهران، وی جلوی سوءاستفاده برخی گروه‌های فساد ولی قدرتمند را گرفت. این افراد با اعمال نفوذ و پرونده سازی وی را بر کنار کردند. بار دوم وزیر وقت دارایی (فروهر در دولت حسین علا) به وی فشار آورد که برخی |ز پرونده‌های مالیاتی را مختومه اعلام کند. وی زیر بار نرفت و وزیر وی را اخراج و منتظر خدمت نمود. سعیدی فیروزآبادی با انتشار جزوه‌ای تحت عنوان «بخوانید و قضاوت نمایید» به افشای فساد وزیر دارایی پرداخت. انتشار این جزوه به جنجال زیادی منتهی شد و وی بمدت ۶ ماه مخفی و تحت تعقیب ساواک بود.
در سال ۱۳۴۲ وی مدیر عامل سازمان خانه سازی کشور شد و طرح ده هزار خانه برای کارمندان دولت و ارتشیان را اجرا نمود. نخست‌وزیر وقت حسنعلی منصور قصد داشت که این سازمان را به وزارت آبادانی و مسکن تبدیل کند و به شرط عضویت در فراماسونری به وی پیشنهاد وزارت داد ولی او زیر بار نرفت.
وی در دوران استانداری در کرمان خدمات بسیاری کرد به طوری که بعد از مرگ وی محله‌ای به نام وی نامگذاری شد. وی در اواخر دوران خدمت خود از فعالیت‌های سیاسی در مخالفت با رژیم پهلوی کناره گرفت و در سمت تشریفاتی ریاست هیئت نظارت بانک ملی مشغول به کار شد. جمشید آموزگار در زمان نخست‌وزیری چندین بار پیشنهاد وزارت و استانداری به وی داد که با مخالفت سعیدی فیروزآبادی روبه‌رو شد.
سعیدی فیروزآبادی بعد از بازنشستگی خاطرات خود را نوشت که پس از فوت وی در سال ۱۳۸۰ به کوشش همسرش بانو مهرانوش فولادگر و دکتر میر حسینی (استاد تاریخ دانشگاه یزد) در ۱۳۸۳ توسط انتشارات دانشگاه یزد منتشر شد.